# Witalij Hemeha
Witalij Anatolijowycz Hemeha (ur. 10 stycznia 1994 w Stepankach) – ukraiński piłkarz występujący na pozycji pomocnika w ukraińskim klubie Nywa Winnica. Były młodzieżowy reprezentant Ukrainy.

## Kariera klubowa
Wychowanek klubów Nywa Winnica i Dynamo Kijów, barwy których bronił w juniorskich mistrzostwach Ukrainy (DJuFL). Karierę piłkarską rozpoczął 30 lipca 2011 w drugiej drużynie Dynama. Latem 2015 został wypożyczony do Howerły Użhorod. Od 12 lipca 2016 gra na zasadach wypożyczenia w Wisle Płock. 1 marca 2017 podpisał kontrakt z Olimpikiem Donieck. 17 sierpnia 2017 zasilił skład Ruchu Winniki. 30 sierpnia 2018 został piłkarzem Nywy Winnica.

## Kariera reprezentacyjna
Występował w juniorskiej i młodzieżowej reprezentacjach Ukrainy.